# Малви, Шинейд
Шинейд Малви (ирл. Sinéad Mulvey) — полупрофессиональная певица и стюардесса из Ирландии. В 2009 году совместно с ирландской рок-группой Black Daisy представляла свою страну на конкурсе песни Евровидение с песней «Et Cetera». Шинейд выступала во втором полуфинале, но в финал пройти не смогла.
До Евровидения 2009 участвовала в ирландском шоу You’re a Star (Ты звезда), но также не дошла до финала.

## Биография

### Ранняя жизнь
Шинейд дебютировала на сцене в возрасте 13 лет в мюзикле Cinderella (Золушка). В 2005 году приняла участие в конкурсе талантов, устраиваемым ирландской телекомпанией RTÉ, You’re a Star (Ты звезда). Работала стюардессой в Aer Lingus.

### Евровидение 2009
RTÉ принимала заявки на участие в отборочном туре на Евровидение 2009 со 20 декабря 2008 года по 2 февраля 2009. 20 февраля 2009 Шинейд, совместно с рок-группой Black Daisy, победила в отборочном туре. Шинейд и Black Daisy выдержали конкуренцию со стороны пяти других претендентов в «The Late Late Show Eurosong Special», получив 78 баллов из 80 возможных. Шинейд «была потрясена победой», но «приняла её за честь». Её семья и друзья сопровождали её в самолёте в Москву.
В Москве до выступления Малви в компании с делегацией RTÉ посетила некоторые достопримечательности и была сфотографирована с Black Daisy и ирландским телекомментатором Евровидения 2009 Марти Уиланом и радиокомментатором Ларри Гоганом. Во время репетиций Шинейд перемерила большое количество нарядов, но остановилась на чёрной рокерской куртке в стиле Кэти Перри и Аврил Лавин и наращивании волос.
Шинейд Малви выступила с песней Et Cetera в стиле поп-рок под вторым номером во втором полуфинале в спорткомплексе Олимпийском 14 мая 2009, но в финал пройти не смогла. Выступление проходило перед 20000 человек Малви и Black Daisy набрали 52 балла и заняли 11-е место. Несмотря на проигрыш артисты были награждены «бурными аплодисментами».
В интервью на радиошоу Morning Ireland Шинейд сказала: «Мы сделали всё, что могли. Мы вложили всю душу в это выступление». Певица говорит, что с тех пор она и её группа получали множество предложений, но настаивает на том, что ни она, ни Black Daisy больше никогда не будут представлять Ирландию на Евровидении.

### После Евровидения
В 2011 году Шинейд со скандалом была уволена из Aer Lingus. В настоящее время работает инструктором по зумба-фитнесу и пилоксингу (смесь пилатеса, бокса и танцев) в Дублине вместе со своими коллегами по Black Daisy.